# Arànser
Arànser – miejscowość w Hiszpanii, w Katalonii, w prowincji Lleida, w comarce Baixa Cerdanya, w gminie Lles de Cerdanya.
Według danych INE z 2005 roku miejscowość zamieszkiwało 47 osób.